# Advenella faeciporci
Advenella faeciporci es una bacteria gramnegativa del género Advenella. Fue descrita en el año 2012. Su etimología hace referencia a heces de cerdo. Es aerobia e inmóvil. Tiene un tamaño de 1,5-2 μm de diámetro, con forma de coco. Forma colonias blancas, circulares, planas y rugosas en agar LB. Temperatura de crecimiento entre 10-45 °C, óptima de 25-35 °C. Catalasa y oxidasa positivas. Tiene un contenido de G+C de 49,5%. Se ha aislado de lodos activados de un biorreactor de tratamiento de aguas residuales de una pocilga en Japón. 